# マイクロボット
マイクロボット（英: Microbot）またはマイクロロボット（英: Microrobot）は、大きさが 1mm 以下の自律移動可能な超小型ロボット、またはマイクロメートル単位の物体を扱えるロボットを指す。
「マイクロ」と言う言葉が小さいこと一般を指すため、混乱を避けるために大きさによって分類することがなされる。ナノロボットは、大きさが1マイクロメートル以下のロボットであるか、または1000ナノメートル未満の大きさの物体を扱えるロボットである。また、ミリロボットは大きさが1cm以下のロボット、ミニロボットは大きさが10cm以下、小型ロボットは大きさが100cm以下とされる。ただし、現状では単に小さいロボットを総称して「マイクロロボット」と呼ぶことが多い。またそのようなサイズの機械一般を指しては「マイクロマシン」と言う。
このような小さいロボットの研究や概念設計は1970年代初期、アメリカ合衆国の情報機関が極秘に開始した。当時想定されていた応用は、捕虜救出の補助や電子妨害任務である。当時は小型化技術が不十分だったため、概念設計通りのプロトタイプ開発はすぐには行えなかった。
非常に小型のロボットを発展の著しいMEMSを利用して実現するという考え方は、Anita M. Flynn の論文 “Gnat Robots (and How They Will Change Robotics)" で一般に提唱された（Proceedings of the IEEE Micro Robots and Teleoperators Workshop, Hyannis, MA, 1987年11月）。
マイクロボットは小さい故に安価に製造できる可能性があり、人間や大きなロボットには小さすぎる環境や危険すぎる環境を多数のマイクロボットで探索することが可能となる。地震で倒壊した建物で生存者を探索したり、生物の体内を探索したりといった応用が期待されている。個々のマイクロボットは力も計算能力も小さいが、多数のマイクロボットを使うことでそれを補うことができる。
20世紀末の10年間でマイクロコントローラが劇的に進化し、シリコン上の超小型の機械システム（MEMS）が登場し、マイクロボットが実現可能となったが、現実のマイクロボットはセンサ以外の機械部品にシリコンは使っていない。
マイクロボット開発の最大の課題の1つとして、非常に限られた電源で動きを実現するという問題がある。小型軽量の電池を使う方法以外に、振動や光エネルギーといった形で周囲からエネルギーを得る方法がある。
最近では Wi-Fi のような無線通信技術が登場したことでマイクロボットの通信能力が向上してきた。これにより、複数のマイクロボットが相互に通信しながら、より複雑な作業をこなすことが可能となってきている。